# Велесело
Велесело (мкд. Велесело) је насеље у Северној Македонији, у јужном делу државе. Велесело припада општини Новаци.

## Географија
Насеље Велесело је смештено у крајње јужном делу Северне Македоније, близу државне границе са Грчком (8 km јужно од насеља). Од најближег већег града, Битоља, насеље је удаљено 32 km југоисточно.
Велесело се налазе у крајње југоисточном делу Пелагоније, највеће висоравни Северне Македоније. Насељски атар обухвата југозападне падине Селечке планине, са погледом на пелагонско поље на западу. Надморска висина насеља је приближно 710 метара.
Клима у насељу је планинска због знатне надморске висине.

## Становништво
Велесело је према последњем попису из 2002. године имало 4 становника. 
Претежно становништво по последњем попису су етнички Македонци (100%).
Већинска вероисповест је православље.